# Radu Albot
Radu Albot (Chisinau, 11 november 1989) is een tennisspeler uit Moldavië. Hij heeft één ATP-toernooi in het enkelspel en één in het dubbelspel gewonnen. Hij deed al mee aan een grandslamtoernooi. Hij heeft zeven challengers in het enkelspel en negen challengers in het dubbelspel op zijn naam staan.

## Palmares
| Legenda                       | Legenda               |
| ----------------------------- | --------------------- |
| Grand Slam                    |                       |
| Olympische Spelen             |                       |
| tot 2009                      | vanaf 2009            |
| Tennis Masters Cup            | ATP Finals            |
| ATP Masters Series            | ATP Tour Masters 1000 |
| ATP International Series Gold | ATP Tour 500          |
| ATP International Series      | ATP Tour 250          |

### Palmares enkelspel
| Nr.                  | Datum             | Toernooi         | Ondergrond | Tegenstander in finale | Score         |         |
| -------------------- | ----------------- | ---------------- | ---------- | ---------------------- | ------------- | ------- |
| gewonnen finales     |                   |                  |            |                        |               |         |
| 1.                   | 24 februari 2019  | ATP Delray Beach | Hardcourt  | Daniel Evans           | 3-6, 6-3, 7-6 | details |
| gewonnen challengers |                   |                  |            |                        |               |         |
| 1.                   | 23 september 2013 | Fargʻona         | Hardcourt  | Ilia Bozoljac          | 7-6, 6-7, 6-1 |         |
| 2.                   | 23 februari 2015  | Calcutta         | Hardcourt  | James Duckworth        | 7-6, 6-1      |         |
| 3.                   | 5 juni 2016       | Fürth            | Gravel     | Jan-Lennard Struff     | 6-3, 6-4      |         |
| 4.                   | 19 juni 2016      | Fergana          | Hardcourt  | Konstantin Kravtsjoek  | 6-4, 6-2      |         |
| 5.                   | 17 juli 2016      | Poznan           | Gravel     | Clement Geens          | 6-2, 6-4      |         |
| 6.                   | 5 november 2017   | Shenzhen         | Hardcourt  | Hubert Hurkacz         | 7-6, 6-7, 6-4 |         |
| 7.                   | 28 oktober 2018   | Liuzhou          | Hardcourt  | Miomir Kecmanović      | 6-2, 4-6, 6-3 |         |
| 8.                   | 21 november 2021  | Pau              | Hardcourt  | Jiří Lehečka           | 6-2, 7-6      |         |

### Palmares dubbelspel
| Nr.                                   | Datum             | Toernooi      | Ondergrond    | Partner              | Tegenstanders in finale                   | Score            |         |
| ------------------------------------- | ----------------- | ------------- | ------------- | -------------------- | ----------------------------------------- | ---------------- | ------- |
| gewonnen finales mannendubbelspel     |                   |               |               |                      |                                           |                  |         |
| 1.                                    | 27 april 2015     | ATP Istanboel | Gravel        | Dušan Lajović        | Robert Lindstedt Jürgen Melzer            | 6-4, 7-6         | details |
| verloren finales mannendubbelspel     |                   |               |               |                      |                                           |                  |         |
| 1.                                    | 25 oktober 2015   | ATP Moskou    | Gravel        | František Čermák     | Andrej Roebljov Dmitri Toersoenov         | 6-2, 1-6, [6-10] | details |
| gewonnen challengers mannendubbelspel |                   |               |               |                      |                                           |                  |         |
| 1.                                    | 9 april 2012      | Mersin        | Gravel        | Denis Moltsjanov     | Alessandro Motti Simone Vagnozzi          | 6-0, 6-2         |         |
| 2.                                    | 30 april 2012     | Ostrava       | Gravel        | Tejmoeraz Gabasjvili | Adam Pavlásek Jiří Veselý                 | 7-5, 5-7, [10-8] |         |
| 3.                                    | 21 oktober 2013   | Kazan         | Hardcourt (I) | Farrukh Dustov       | Egor Gerasimov Dzmitry Zhyrmont           | 6-2, 6-7, [10-7] |         |
| 4.                                    | 7 april 2014      | Mersin        | Gravel        | Jaroslav Pospíšil    | Thomas Fabbiano Matteo Viola              | 7-6, 6-1         |         |
| 5.                                    | 5 mei 2014        | Rome          | Gravel        | Artem Sitak          | Andrea Arnaboldi Flavio Cipolla           | 4-6, 6-2, [11-9] |         |
| 6.                                    | 14 juli 2014      | Poznań        | Gravel        | Adam Pavlásek        | Tomasz Bednarek Henri Kontinen            | 7-5, 2-6, [10-8] |         |
| 7.                                    | 4 augustus 2014   | San Marino    | Gravel        | Enrique López-Pérez  | Franko Škugor Adrian Ungur                | 6-4, 6-1         |         |
| 8.                                    | 9 februari 2015   | Launceston    | Hardcourt     | Mitchell Krueger     | Adam Hubble Jose Rubin Statham            | 3-6, 7-5, [11-9] |         |
| 9.                                    | 22 oktober 2017   | Ningbo        | Hardcourt     | Rubin Statham        | Jeevan Nedunchezhiyan Christopher Rungkat | 7-5, 6-3         |         |
| 10.                                   | 19 september 2021 | Istanboel II  | Hardcourt     | Alexandr Cozbinov    | Artem Sitak Antonio Sancic                | 4-6, 7-5, [11-9] |         |

## Resultaten grote toernooien
| Legenda | Legenda                          |
| ------- | -------------------------------- |
| g.t.    | geen toernooi gehouden           |
| l.c.    | lagere categorie                 |
| –       | niet deelgenomen                 |
| G       | uitgeschakeld in de groepsfase   |
| 1R      | uitgeschakeld in de eerste ronde |
| 2R      | uitgeschakeld in de tweede ronde |
| 3R      | uitgeschakeld in de derde ronde  |
| 4R      | uitgeschakeld in de vierde ronde |
| KF      | uitgeschakeld in de kwartfinale  |
| HF      | uitgeschakeld in de halve finale |
| F       | de finale verloren               |
| W       | het toernooi gewonnen            |
| w-v     | winst/verlies-balans             |

### Enkelspel
| toernooi             | 2014 | 2015 | 2016 | 2017 | 2018 | 2019 | 2020 | 2021 |
| -------------------- | ---- | ---- | ---- | ---- | ---- | ---- | ---- | ---- |
| grandslamtoernooien  |      |      |      |      |      |      |      |      |
| Australian Open      | –    | –    | –    | 1R   | 1R   | 2R   | –    | 3R   |
| Roland Garros        | –    | –    | 1R   | 1R   | 2R   | 2R   | 2R   | 1R   |
| Wimbledon            | –    | –    | 2R   | 2R   | 3R   | 1R   | g.t. | 1R   |
| US Open              | 1R   | 1R   | 1R   | 3R   | 1R   | 1R   | 1R   |      |
| ATP Masters 1000     |      |      |      |      |      |      |      |      |
| Indian Wells         | –    | –    | –    | 1R   | 1R   | 3R   | g.t. |      |
| Miami                | –    | –    | –    | 1R   | 2R   | 2R   | g.t. | 1R   |
| Monte Carlo          | –    | –    | –    | –    | –    | 2R   | g.t. | –    |
| Madrid               | –    | –    | –    | –    | –    | 1R   | g.t. | –    |
| Rome                 | –    | –    | –    | –    | –    | 2R   | –    | –    |
| Montreal/Toronto     | –    | –    | –    | –    | –    | 2R   | g.t. |      |
| Cincinnati           | –    | –    | –    | –    | –    | 2R   | –    |      |
| Shanghai             | –    | –    | –    | –    | –    | 1R   | g.t. |      |
| Parijs               | –    | –    | –    | –    | –    | 3R   | 2R   |      |
| olympisch            |      |      |      |      |      |      |      |      |
| Olympische Spelen    | g.t. | g.t. | 2R   | g.t. | g.t. | g.t. | g.t. |      |
| statistieken         |      |      |      |      |      |      |      |      |
| totaal aantal titels | 0    | 0    | 0    | 0    | 0    | 1    | 0    | 0    |
| eindejaarsranking    | 168  | 121  | 97   | 87   | 98   | 46   | 93   |      |

### Dubbelspel
| grandslamtoernooien  |      |     |      |      |      |      |    |
| Australian Open      | –    | 1R  | –    | 3R   | 3R   | –    | 2R |
| Roland Garros        | KF   | –   | 1R   | –    | 1R   | 1R   | –  |
| Wimbledon            | 1R   | –   | –    | 1R   | 1R   | g.t. | 1R |
| US Open              | 1R   | –   | –    | HF   | 2R   | –    |    |
| ATP Masters 1000     |      |     |      |      |      |      |    |
| Indian Wells         | –    | –   | –    | –    | –    | g.t. |    |
| Miami                | –    | –   | –    | –    | 2R   | g.t. | –  |
| Monte Carlo          | –    | –   | –    | –    | KF   | g.t. | –  |
| Madrid               | –    | –   | –    | –    | 1R   | g.t. | –  |
| Rome                 | –    | –   | –    | –    | 1R   | –    | –  |
| Montreal/Toronto     | –    | –   | –    | –    | 1R   | g.t. |    |
| Cincinnati           | –    | –   | –    | –    | 1R   | –    |    |
| Shanghai             | –    | –   | –    | –    | 1R   | g.t. |    |
| Parijs               | –    | –   | –    | –    | –    | –    |    |
| olympisch            |      |     |      |      |      |      |    |
| Olympische Spelen    | g.t. | –   | g.t. | g.t. | g.t. | g.t. |    |
| statistieken         |      |     |      |      |      |      |    |
| totaal aantal titels | 1    | 0   | 0    | 0    | 0    | 0    | 0  |
| eindejaarsranking    | 75   | 648 | 211  | 66   | 101  | 125  |    |